# Albert Rasmussen
Albert Rasmussen er en tidligere dansk atlet fra Horsens fS og Fredericia som deltog i 16 landskampe og vandt tre danske mesterskaber på 400 meter hæk fra 1944 til 1948. Han havde den jyske rekord i 20 år. Han vandt BT's guld for største danske idrætspræsentation i 1943, da danskerne slog svenskerne i 4 x 400 meter ved landskampen i Stockholm.
Albert Rasmussen var inspektør i Horsens idrætspark fra 1962 til 1982.

## Danske mesterskaber
- Guld 1944 400 meter hæk
- Guld 1947 400 meter hæk
- Guld 1948 400 meter hæk